# Psí potok
Psí potok je drobný horský potok, levostranný přítok Lobezského potoka ve Slavkovském lese v okrese Sokolov v Karlovarském kraji. Délka toku měří 2 km.

## Průběh toku
Potok pramení ve Slavkovském lese v nadmořské výšce okolo 755 metrů na území zaniklé obce Vranov u silnice z Rovné do osady Podstrání. Teče nejprve severním směrem, později východním. Protéká neobydlenou krajinou, částečně napájí malý rybníček o ploše přibližně 0,7 ha. Pod rybníčkem teče podél lesní cesty směrem k silnici II/210, kterou podtéká. Naproti poslednímu objektu v Podstrání, bývalému Kamennému mlýnu v k. ú. Vranov u Rovné, se vlévá zleva do Lobezského potoka.